# Matthew Saad Muhammad
Matthew Saad Muhammad, nato Maxwell Antonio Loach (Filadelfia, 16 giugno 1954 – Filadelfia, 25 maggio 2014), è stato un pugile statunitense Campione del mondo WBC dei pesi mediomassimi dal 1979 al 1981.

## Biografia

### Carriera da dilettante
Pugile afroamericano, ha iniziato a combattere con il nome d'arte di Matthew Franklin per essere ben presto soprannominato dagli appassionati di pugilato "Miracle Matthew".  Ha disputato solo una ventina d'incontri da dilettante, vincendo il Guanto d'oro dello Stato del New Jersey nel 1973.

### Carriera da Professionista
Professionista nei mediomassimi dal 1974, si è fatto le ossa incrociando onorevolmente i guantoni con i futuri campioni del mondo Marvin Camel (una vittoria e una sconfitta ai punti), Mate Parlov (una vittoria e un pari) ed Eddie Gregory (sconfitta ai punti). Il 26 luglio 1977 salì sul ring di Filadelfia per affrontare Marvin Johnson anch'egli destinato ad indossare la cintura campione del mondo. Batté il suo avversario per knock-out tecnico alla dodicesima ripresa conquistando il titolo nordamericano, allora vacante.
Dopo aver difeso vittoriosamente quattro volte il titolo nordamericano, il 22 aprile 1979 ottenne la chance di combattere per il titolo mondiale WBC contro lo stesso Johnson che, nel frattempo se ne era impossessato. Batté nuovamente il rivale per knock-out tecnico all'ottava ripresa conquistando la corona mondiale. Franklin combatté con una ferocia tale da lasciare Johnson gravemente sanguinante dal naso e con tagli intorno a entrambi gli occhi. Nel 1996, la rivista Ring Magazine ha incluso tale incontro al 35º posto nella lista dei 100 più grandi combattimenti di tutti i tempi. La ripresa finale fu definita "round of the year" 1979 dalla medesima rivista.
Successivamente assunse legalmente il nome di Matthew Saad Muhammad in omaggio alla sua fede islamica. Difese vittoriosamente otto volte la cintura mondiale. Ha battuto due volte l'ex campione del Mondo John Conteh, ad Atlantic City, il 18 agosto 1979 ai punti e il 29 marzo 1980 per kot al 4º round. La sua difesa del titolo contro Yaqui López, del 13 luglio 1980, è situata all'84º posto nella lista dei 100 più grandi combattimenti di tutti i tempi. L'ottava ripresa di questo match fu definita "round of the year" 1980 dalla rivista Ring Magazine.
Il 19 dicembre 1981 Saad fu costretto a consegnare la cintura mondiale al connazionale Dwight Muhammad Qawi, di 14 cm più basso, per knock-out tecnico alla decima ripresa. Stessa sorte conobbe alla sesta ripresa del match di rivincita, il 7 agosto 1982, nella sua Filadelfia.
Continuò a combattere per altri dieci anni prima con alti e bassi e poi con risultati sostanzialmente negativi, sino a ritirarsi definitivamente nel 1992.
La International Boxing Hall of Fame lo ha riconosciuto fra i più grandi pugili di ogni tempo. La rivista Ring Magazine lo ha inserito al 24º posto in una propria classifica dei primi 100 puncher di ogni tempo e, nel 2002, lo ha collocato al 10º posto in una propria classifica dei migliori pesi mediomassimi della storia del pugilato.

### Dopo il ritiro
Dopo il ritiro Saad Muhammad si è dedicato all'addestramento di pugili ad Atlantic City. Si è poi trovato in forti difficoltà economiche, tanto che nel luglio 2010 si ritrovò senza casa e a vivere in un rifugio di Filadelfia. Fu allora coinvolto in attività di beneficenza incentrate anche sulla raccolta di fondi per i senzatetto.
È morto in un ospedale di Filadelfia il 25 maggio 2014; la sua causa di morte rimane sconosciuta, sebbene gli sia stata diagnosticata la sclerosi laterale amiotrofica (SLA).